# Ravenswood (série télévisée)
Pretty Little Liars (2010) The Perfectionists
Pretty Little Liars (2022)
Ravenswood est une série télévisée américaine en dix épisodes de 42 minutes créée par I. Marlene King et Oliver Goldstick et diffusée entre le 22 octobre 2013 et le 4 février 2014 sur ABC Family et simultanément sur M3 au Canada.
C'est le premier spin-off de la série télévisée Pretty Little Liars. Elle met en scène le personnage de Caleb Rivers, interprété par Tyler Blackburn et présent depuis la première saison de la série mère, et se déroule à Ravenswood, ville introduite avec certains de ces habitants lors de la première partie de la quatrième saison de Pretty Little Liars.
Composé uniquement d'une saison, elle se déroule parallèlement aux événements de la deuxième partie de la quatrième saison de la série mère.
Au Québec, la série a été acquise par VRAK.TV et avait été programmée pour la saison 2014-2015 avant que la diffusion ne soit annulée. En France, elle a été disponible à partir du 1er août 2016 en version originale sous-titrée sur le service Canalplay. Elle reste pour le moment inédite dans tous les autres pays francophones.

## Synopsis
Caleb Rivers quitte Rosewood après avoir fait la rencontre de Miranda Collins lors d'une soirée d'Halloween ayant eu lieu à Ravenswood. Lors de cette soirée, les deux jeunes découvrent des tombes avec des photos mettant en scène des gens identiques à eux.
Ils décident donc d'enquêter et d'en savoir plus. Ils vont faire la connaissance de trois autres jeunes avec qui ils vont se retrouver mêlés à cette étrange malédiction dont la ville est victime depuis plusieurs générations.

## Distribution

### Acteurs principaux
- Nicole Anderson : Miranda Collins
- Tyler Blackburn : Caleb Rivers
- Steven Cabral : Raymond Collins
- Brett Dier : Luke Matheson
- Britne Oldford : Remy Beaumont
- Luke Benward : Dillon Sanders (8 épisodes)
- Merritt Patterson : Olivia Matheson

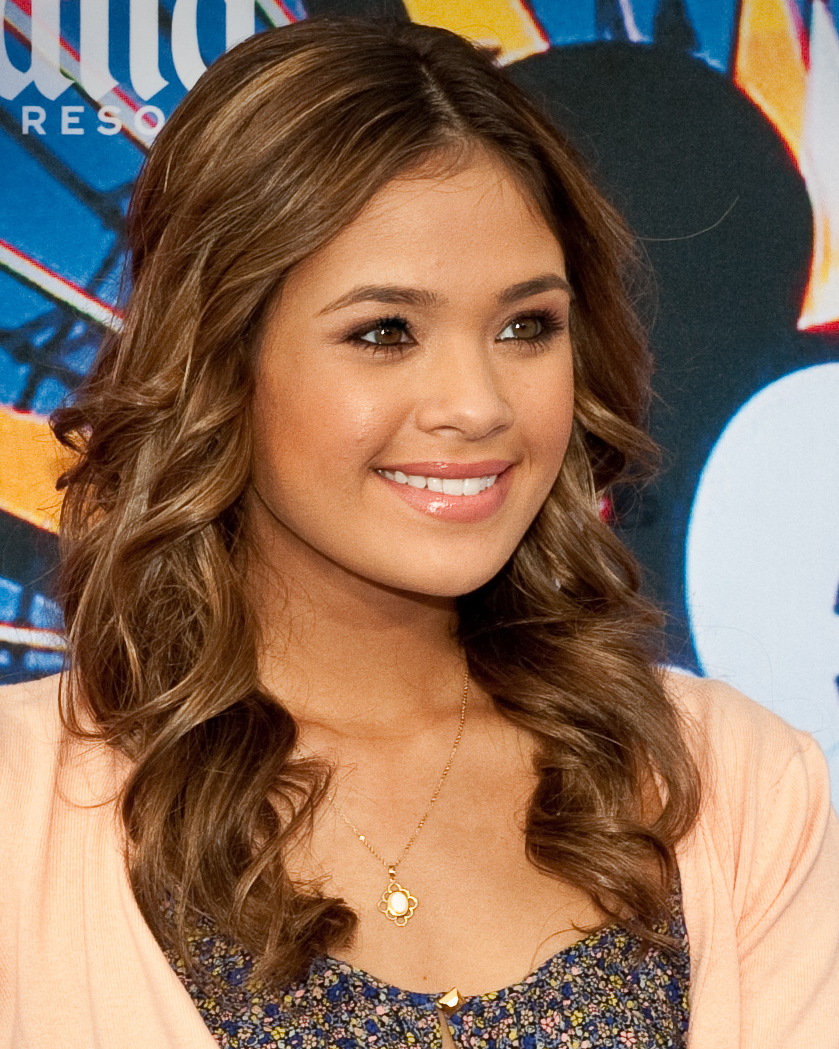
Nicole Anderson interprète Miranda.
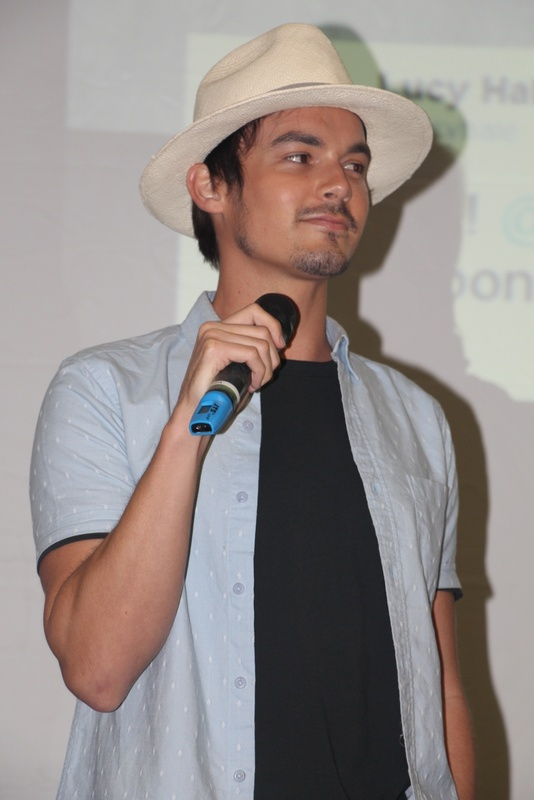
Tyler Blackburn interprète Caleb.
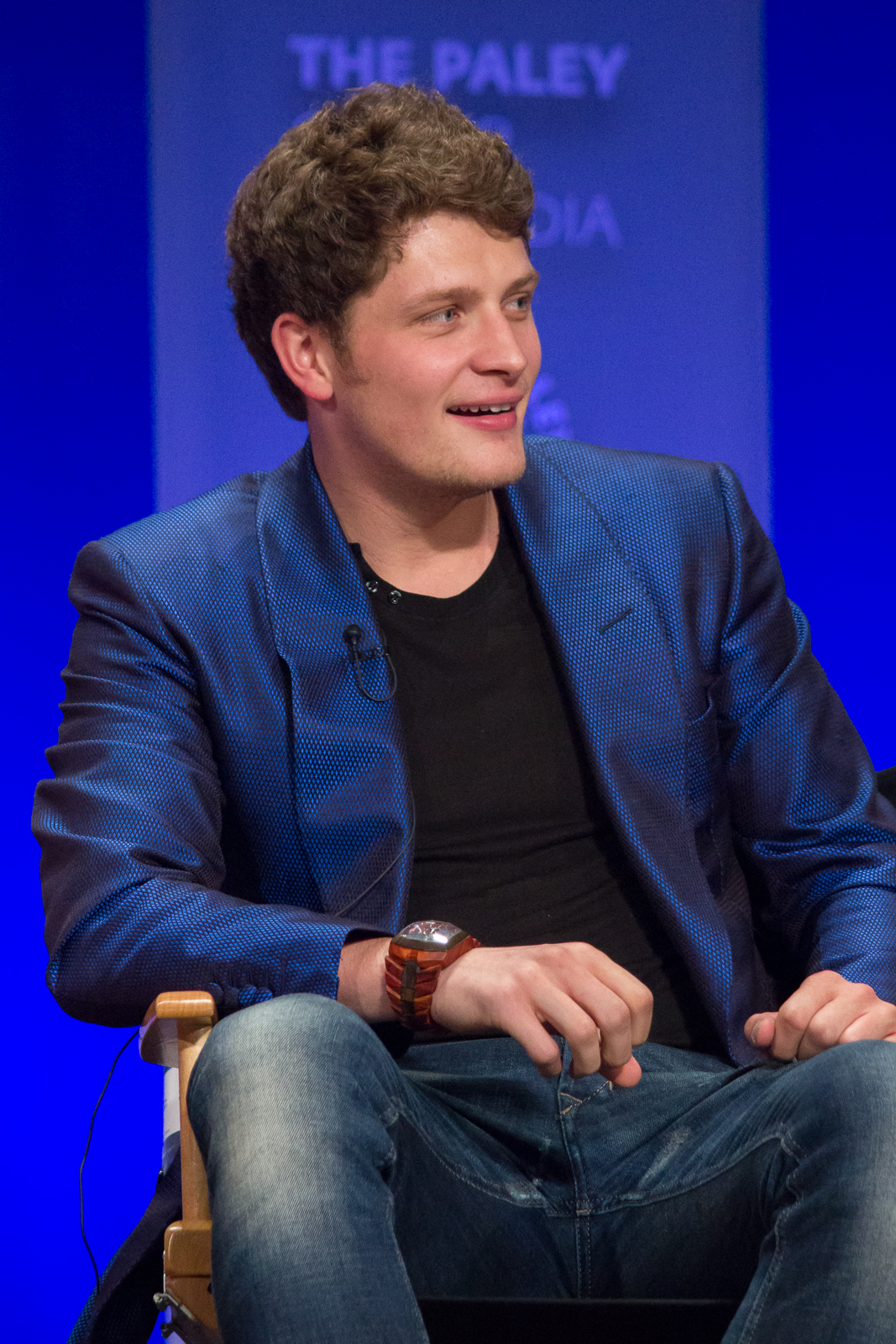
Brett Dier interprète Luke.
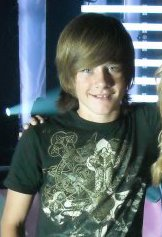
Luke Benward interprète Dillon.
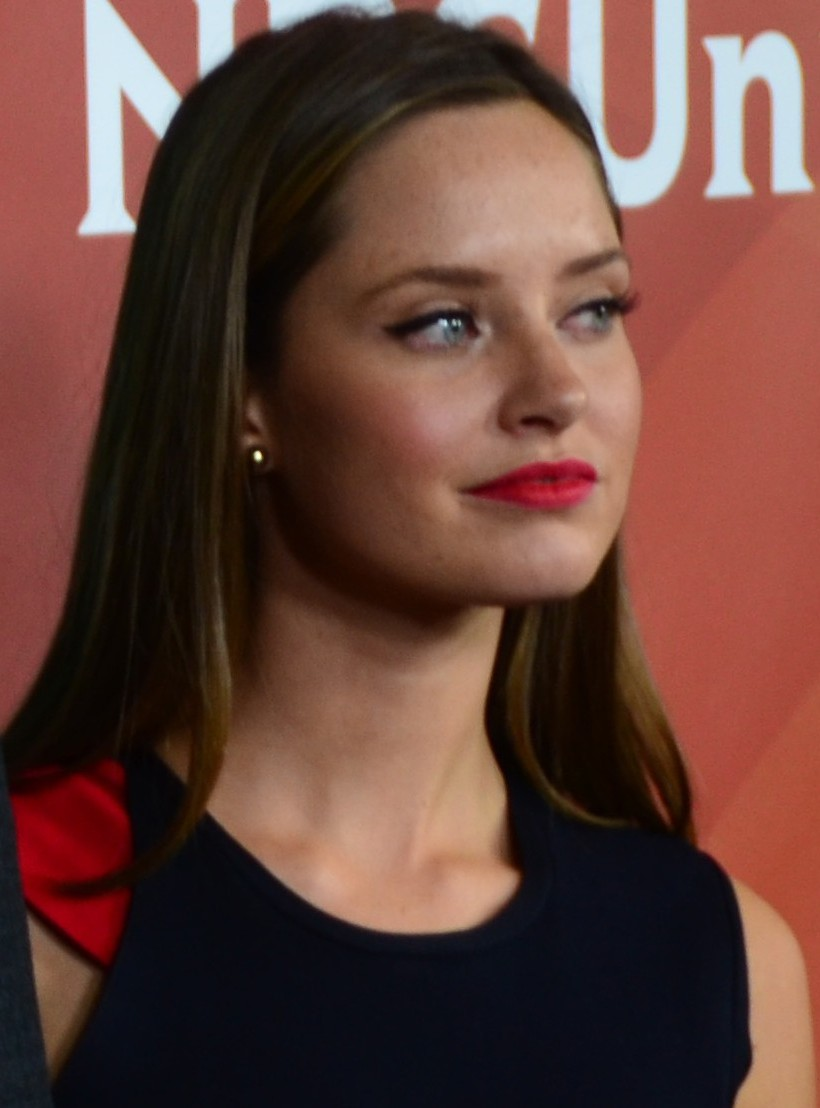
Merritt Patterson interprète Olivia.

### Acteurs récurrents
- Henry Simmons (en) : Simon Beaumont (8 épisodes)
- Meg Foster : Carla Grunwald (7 épisodes)
- Brock Kelly : Zachary Springer (6 épisodes)
- Laura Allen : Rochelle Matheson (6 épisodes)
- Haley Lu Richardson : Tess Hamilton (6 épisodes)
- Sophina Brown : Terry Beaumont (4 épisodes)
- Justin Bruening : Benjamin Price (4 épisodes)

### Invités
- Corrina Roshea : le fantôme (épisodes 1, 2 et 4)
- Jay Huguley (en) : Tom Beddington (épisodes 2, 3 et 7)
- Ashley Holliday (en) : Lila Collins (épisodes 4 et 5)
- Sope Aluko : Doctor (épisodes 5 et 6)
- Griff Furst : Gabriel Abaddon (épisodes 6, 8 et 10)
- Monica Louwerens (en) : Esther Collins (épisode 6)
- Dana Gourrier : Vickie (épisode 6)
- Mary Elise Hayden : Bea Hamilton (épisode 7)
- Bernard Curry (en) : Jamie Doyle (épisode 7)
- Lara Grice (en) : Dolores Springer (épisode 8)

### Invités dePretty Little Liars
- Ashley Benson : Hanna Marin (épisodes 5 et 10)

## Production

### Développement
Le 26 mars 2013, ABC Family annonce le renouvellement de Pretty Little Liars pour une cinquième saison et dévoile avoir commandé une série dérivée intitulée Ravenswood. La série mettra en scène le personnage de Caleb Rivers, interprété par Tyler Blackburn, qui pour l'occasion quittera la série mère.
La ville de Ravenswood ainsi que certains personnages, dont Carla Grunwald interprétée par Meg Foster, sont introduits lors de la première partie de la quatrième saison de Pretty Little Liars, une intrigue en lien avec le personnage d'Alison se déroule à Ravenswood. L'intrigue de la série et le personnage de Miranda Collins sont quant à eux introduits dans l'épisode 13 de la quatrième saison de Pretty Little Liars, intitulé Six pieds sous-terre.
Le 14 février 2014, la chaîne annonce l'annulation de la série en raison des audiences décevantes. Par la suite, le personnage de Caleb fait son retour dans la série mère. Les raisons de son retour ont été expliquées lors d'une scène entre Hanna et lui dans l'épisode 11 de la cinquième saison, permettant de clore l'intrigue démarrée dans Ravenswood.

### Attribution des rôles
Durant mai 2013, les rôles ont été attribués dans cet ordre : Tyler Blackburn, Brett Dier et Elizabeth Whitson, Merritt Patterson, Nicole Anderson et Britne Oldford.
À la mi-juillet, les producteurs ont décidé de remplacer Elizabeth Whitson par Merritt Patterson pour le rôle d'Olivia, nécessitant un recasting du rôle de Tess, qui est allé à Haley Lu Richardson.
Parmi les rôles secondaires : Meg Foster, Steven Cabral, Luke Benward, Henry Simmons (en) et Sophina Brown et Justin Bruening.
En octobre 2013, il est annoncé que Ashley Benson reprendra son personnage de la série mère, Pretty Little Liars, pour rendre visite aux personnages de la série.

### Fiche technique
- Titre original : Ravenswood
- Création : I. Marlene King et Oliver Goldstick
- Décors : Fred Andrews et Philip Leonard
- Costumes : Blair Levin
- Casting : Gayle Pillsbury
- Musique : Michael Suby et Joel J. Richard
- Production : Nelson Soler
- Producteur délégués : Leslie Morgenstein, I. Marlene King, Oliver Goldstick et Joseph Dougherty
- Sociétés de production : Warner Horizon Television, Alloy Entertainment, Long Lake Productions, Russian Hill Productions et Jardynce & Jarndyce Inc
- Sociétés de distribution : Warner Bros. Television Distribution
- Pays d'origine :  États-Unis
- Langue originale : anglais
- Format : Couleur - 16:9 - 1080p (HDTV) - son Dolby Digital 5.1
- Genre : série fantastique et d'horreur
- Durée : 42 minutes
- Public :
  -  États-Unis :  (interdit aux moins de 14 ans, contrôle parental obligatoire)

 Sauf indication contraire, les informations mentionnées dans cette section peuvent être confirmées par la base de données cinématographiques IMDb,  présente dans la section « Liens externes ».

## Épisodes

### Pilote hors-saison (2013)
- Six pieds sous terre (Grave New World) (épisode backdoor pilot de la série et épisode 13 de la quatrième saison de la série Pretty Little Liars.)

### Saison (2013-2014)
Note : Lors de la diffusion de la série sur Canalplay, les titres originaux des épisodes ont été conservés.
1. Pilot
2. Death and the Maiden
3. Believe
4. The Devil Has a Face
5. Scared to Death
6. Revival
7. Home is Where the Heart Is – Seriously Check the Floorboards
8. I'll Sleep When I'm Dead
9. Along Came a Spider
10. My Haunted Heart